# 茶颜悦色

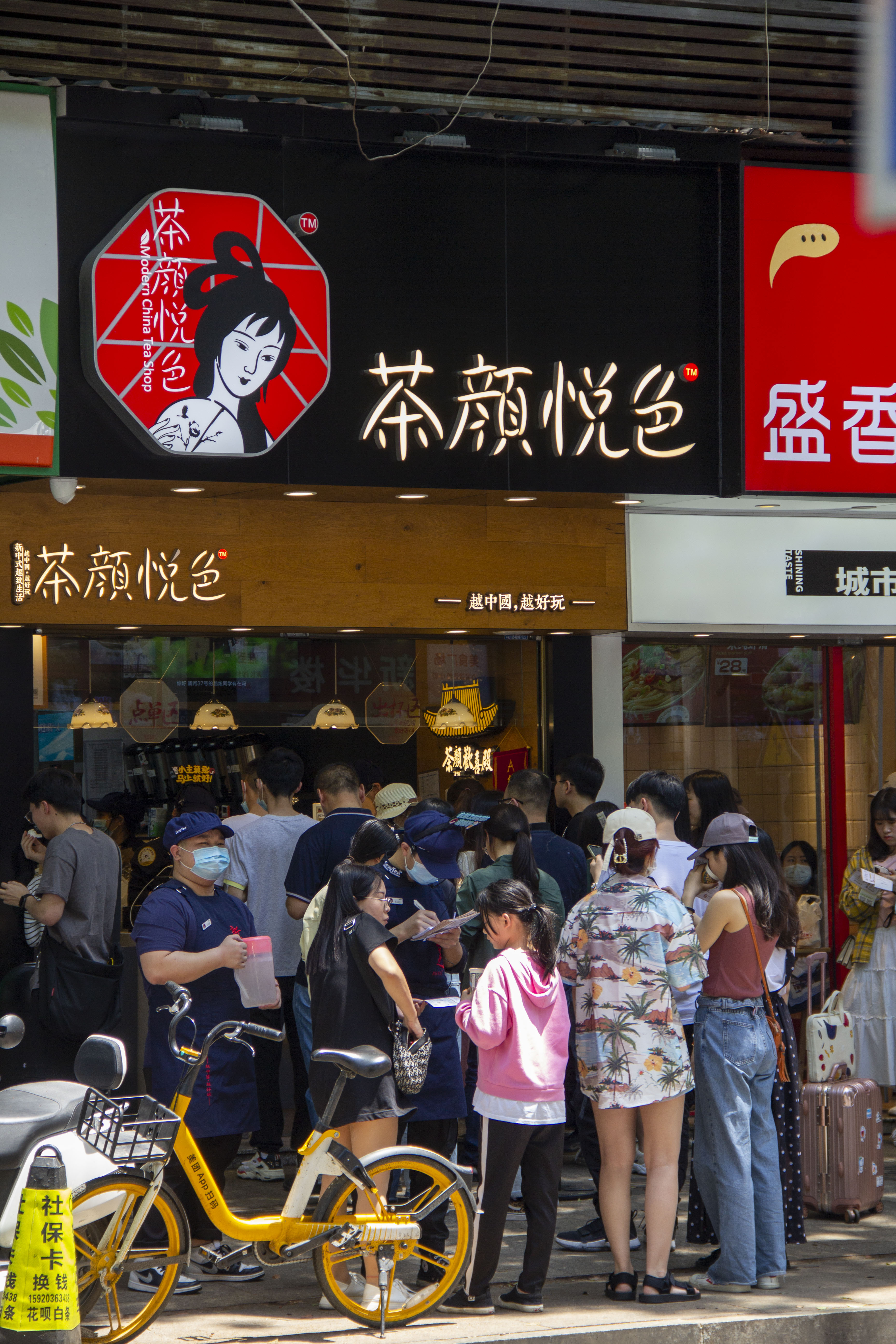
长沙站周围的一家茶颜悦色。

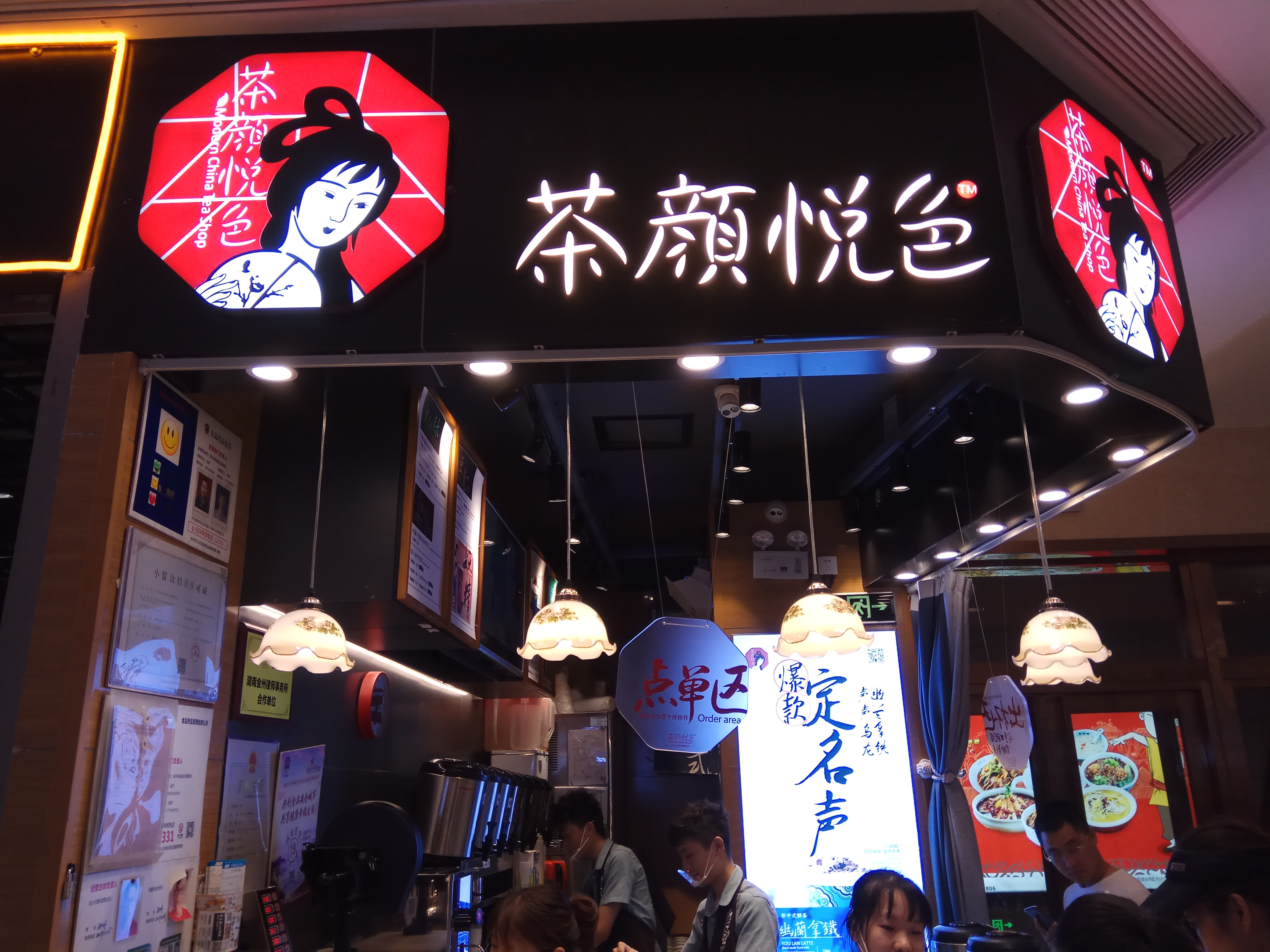
位於湖南省长沙市五一广场站的一家茶颜悦色分店。

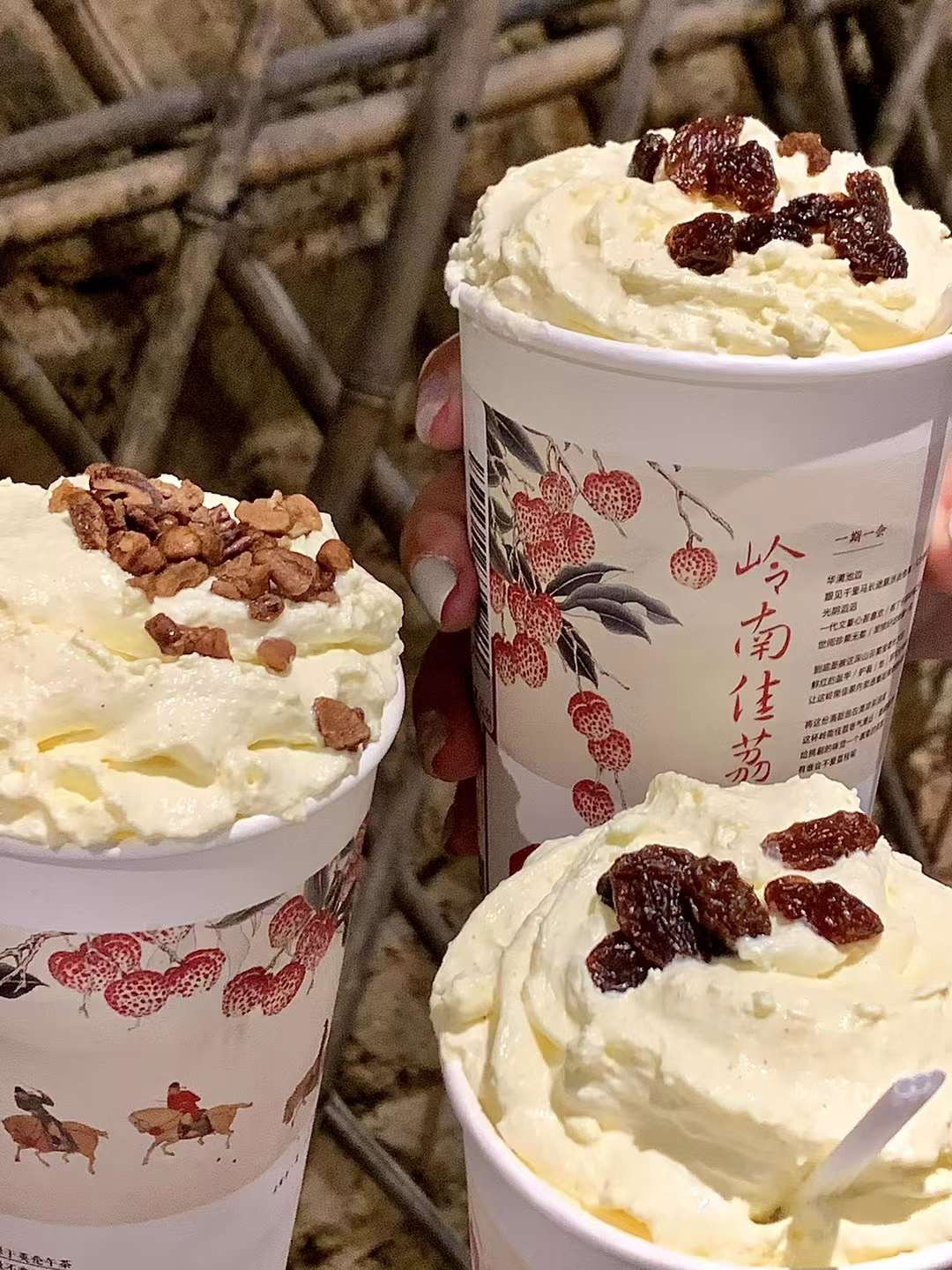
茶颜悦色奶茶实拍图

茶颜悦色是中国湖南省长沙市的一个中式古风茶饮品牌，由吕良创立于2013年，经营着多家连锁茶饮店，目前仅在湖南、湖北、江苏、重庆开设分店。茶颜悦色在制作茶饮时强调「中茶西做」，是长沙最受欢迎的本土茶饮店。在形象上，茶颜悦色的商标图、饮料名称、包装、店铺装修等都体现了传统的中国古典风格。
2021年，由於受到2019冠狀病毒病疫情影響，茶顏悅色已經三次集中閉店。
茶颜悦色旗下现设有独立子品牌「鸳央咖啡」、「古德墨柠」和「昼夜诗酒茶」。「知乎，茶也」曾是茶颜悦色旗下的奶盖茶子品牌，现已无门店。

## 理念
茶颜悦色强调「中茶西做」，在整体设计上使用了很多中国古典元素，店铺招牌配有「越中国，更时尚」的标语。从商标来看，茶颜悦色的商标是一个手持纨扇的中国古装打扮的女子；从茶饮名称来看，茶颜悦色使用了古典的中文名称，如把红茶称为红颜，把绿茶称为浣纱绿，把增加了坚果、巧克力等配料的奶盖茶称为豆蔻，也有饮品取名为蔓越阑珊、人间烟火、素颜锡兰等四字词语；从产品包装来看，饮料的包装纸杯外侧面印刷有一些中国古画；从店铺装修来看，茶颜悦色也使用了古代中式装修风格；从其旗下的品牌来看，其文化创意品牌名为「知乎，茶也」，化用了熟语之乎者也，其首家概念店名为「方寸间·桃花源」，创意来源于中国晋朝文人陶渊明的桃花源记。

## 奶茶品类

### 忌廉篇
三季虫（高山红茶）、幽兰拿铁（锡兰红茶）、抹茶菩提（茉香绿茶）、蔓越阑珊（锡兰红茶）、芊芊马卡龙（锡兰红茶）、人间烟火（岩韵乌龙茶）、悠哉悠哉（普洱茶）

### 沫泡篇
花木兰（兰香绿茶）、栀子生椰（栀香绿茶）、浮生半日（普洱茶）、少年时（高山茉莉绿茶）、栀晓（栀香绿茶）、凤栖绿桂（茉香绿茶）、素颜锡兰（锡兰红茶）、不知冬（高山红茶）、筝筝纸鸢（高山乌龙茶）、烟火易冷（岩韵乌龙茶）、桂花弄（桂花乌龙茶）、声声乌龙（蜜桃乌龙茶）

### 含酒精
少年气（高山茉莉绿茶+力娇酒）、得瑟（高山茉莉绿茶+湘客封坛酒）

## 争议

### 牌照不全及食品添加剂问题
2017年3月，茶颜悦色开设于德思勤城市广场的分店因为缺少食品经营许可证而被长沙市雨花区食品药品监督管理局查封，同时，执法人员检查出其在使用食品添加剂氧化亚氮时没有严格遵守食品添加剂管理“五专制度”。随后，茶颜悦色的其他分店也宣布关闭店铺进行自查，并在微信公众号等平台上向消费者致歉。月底，经过整改和执法部门的复查，茶颜悦色各分店恢复营业。

### 冒名争议
鉴于茶颜悦色的名气和茶饮质量，有一些茶饮店使用了和茶颜悦色相似甚至相同的店名和商标，使得消费者难以区分。对此，茶颜悦色在官方新浪微博和微信公众号上发表声明，称其为直营店而非加盟店，并对澳大利亚悉尼开设分店一事进行辟谣，澄清悉尼的茶颜悦色并非官方分店。

### 取餐模式争议
2023年2月，茶颜悦色奶茶门店开始要求顾客排队点完单后不能离开，须在现场二次排队取餐，被网民认为是“罚站式”取餐。相关负责人回应表示，部分门店采取排队取餐模式，是因为春节期间人流量较大，顾客点完单后拿着叫号器离开现场，如果没有及时来取餐，会导致现场堆杯越堆越多，推行的目的是想在人流量大的情况下做到有序取杯。2月9日茶颜悦色在其官方微博发文称，其是在“尝试在小范围的门店内测一种新的点单取杯方案”，且为期3天的内测期已结束。同年8月，有消费者在社交平台发帖称，由于茶颜悦色门店取餐新规，她和朋友一人点餐一人取餐，后被店员要求退款重排。该公司负责人表示，下单方式是顾客点单后，在取杯区域扫小票上的二维码，并以本轮扫码的顺序排队制作。而核销码取代了叫号逻辑，所以侧重的是“先做眼前的人”。而采用核销取杯的内测门店，大都能做到核销完后五分钟内取杯，速度是之前叫号的方式要快。